# Douglas Håge
Oskar Fredrik Douglas Håge (født 6. marts 1898 i Göteborg, død 18. november 1959 samme sted) var en svensk skuespiller, der medvirkede i mere end 90 film mellem 1932 og frem til sin død i 1959. Ud over film og tv-produktioner var han også særligt kendt for sine mange præstationer i operetter og revyer.
Han døde 61 år gammel af et hjerteanfald den 18. november 1959 og ligger begravet på Örgryte nya kyrkogård i Göteborg.

## Udvalgt filmografi
- Vi som går køkkenvejen (1932, ukrediteret)
- Kærlighedens magt (1938)
- Med piber og trommer (1938)
- Vi baroner (1939, ukrediteret)
- Mennesker og millionærer  (1940, ukrediteret)
- Kun en kvinde (1941, ukrediteret)
- En Stockholmerdreng (1941, ukrediteret)
- Tre glade tosser (1942)
- Pigen i vinduet overfor (1942, ukrediteret)
- Tykke Thor som gangster (1942)
- Der står kvinder bagved alt (1942, ukrediteret)
- Livet skal jo leves (1943)
- Slået ud (1943)
- Narkose (1944, ukrediteret)
- Mit folk er ikke dit (1944)
- Bag skyen er himlen blå (1944)
- Panik på Søgaard (1944)
- Vandring med månen (1945)
- Blod og ild (1945)
- Fram för lilla Märta (1945)
- To tossede rekrutter (1946)
- Det regner på vor kærlighed (1946)
- Medan porten var stängd (1946)
- Stakkels lille Sven (1947)
- Her kommer vi! (1947)
- Musik i mørket (1948)
- Calle og Palle (1948)
- Poppe på sjov (1949)
- Kæreste til leje (1950)
- Garnisonens gæve gutter (1950)
- Sommerleg (1951, ukrediteret)
- (1952, ukrediteret)
- Drømmepigen (1953)
- Gøngehøvdingen (1953)
- Den farlige alder (1955)
- Pige søger natkvarter (1956)
- Musik ombord (1958)
- Frøken April (1958)
- Sovekammertyven (1959)